# Півонія незвичайна
Піво́нія незвича́йна (Paeonia anomala) — отруйна багаторічна рослина родини півонієвих. Розлога трава з бульбистим кореневищем, великими пірчастими листками і малиновими одиночними квітами. Поширена в Північній і Центральній Азії. Бореальний лісо-лучний вид. Регіонально рідкісна рослина, занесена до Червоної книги Казахстану та Червоних книг 18 адміністративних одиниць Росії. Локально поширена лікарська, харчова і декоративна культура, медонос.

## Етимологія
Перший науковий опис виду склав Карл Лінней у 1771 році за зразком, отриманим із Сибіру. Він зарахував цю рослину до роду півонія, назву якому дав ще давньогрецький ботанік Теофраст на честь лікаря Пеона, учня славнозвісного Асклепія (Ескулапа). Ця назва вказує на цілющі властивості багатьох представниць роду. Видовий епітет «anomala» дослівно перекладається як «незвична», «аномальна». Рослина отримала його за пізній період цвітіння, нехарактерний для решти півоній. Слід зазначити, що українська ботанічна номенклатура поки що не затвердила офіційний синонім для латинської назви цього виду, але в інших галузях, як от у фармацевтиці, усталився саме дослівний переклад з латини — півонія незвичайна.
Багата народна синонімія в мовах народів, на чиїй території зростає ця рослина. Наприклад в російській мові для неї існує ряд назв, похідних від імені Марія: рос. марьин корень — «мар'їн корінь», рос. марьина трава — «мар'їна трава», рос. марьин орешек — «мар'їн горішок». Всі вони носять абстрактний характер і вказують на загальну відомість цієї рослини у росіян, адже в їхній культурі ім'я Марія тривалий час було найпопулярнішим серед жіночих. Ще одна російська назва рос. жгун-корень — «жгун-корінь» вказує на пекучий смак кореневищ півонії незвичайної, які застосовують у лікарській практиці, а інша, рос. сердечные ягоды — «серцеві ягоди», на хвороби, які лікують за її допомогою. Водночас, остання назва науково неточна, оскільки ягід ця рослина насправді не утворює. Не менш цікава російська наукова назва рос. пион уклоняющийся — «півонія, що відхиляється», яка змальовує типову рису квітів цієї рослини: те, що вони завжди повернуті убік, наче похилені. Монголи називають півонію незвичайну монг. ягаан цээнэ — «рожева півонія», підкреслюючи тим самим характерний колір її квітів. Фіни і китайці назвали її за регіоном найбільшого поширення в своїх країнах, відповідно, кит.: 新疆芍药 — «сінцзянська півонія» (від провінції Сінцзянь) і фін. kuolanpioni — «кольська півонія» (від Кольського півострова).

## Опис

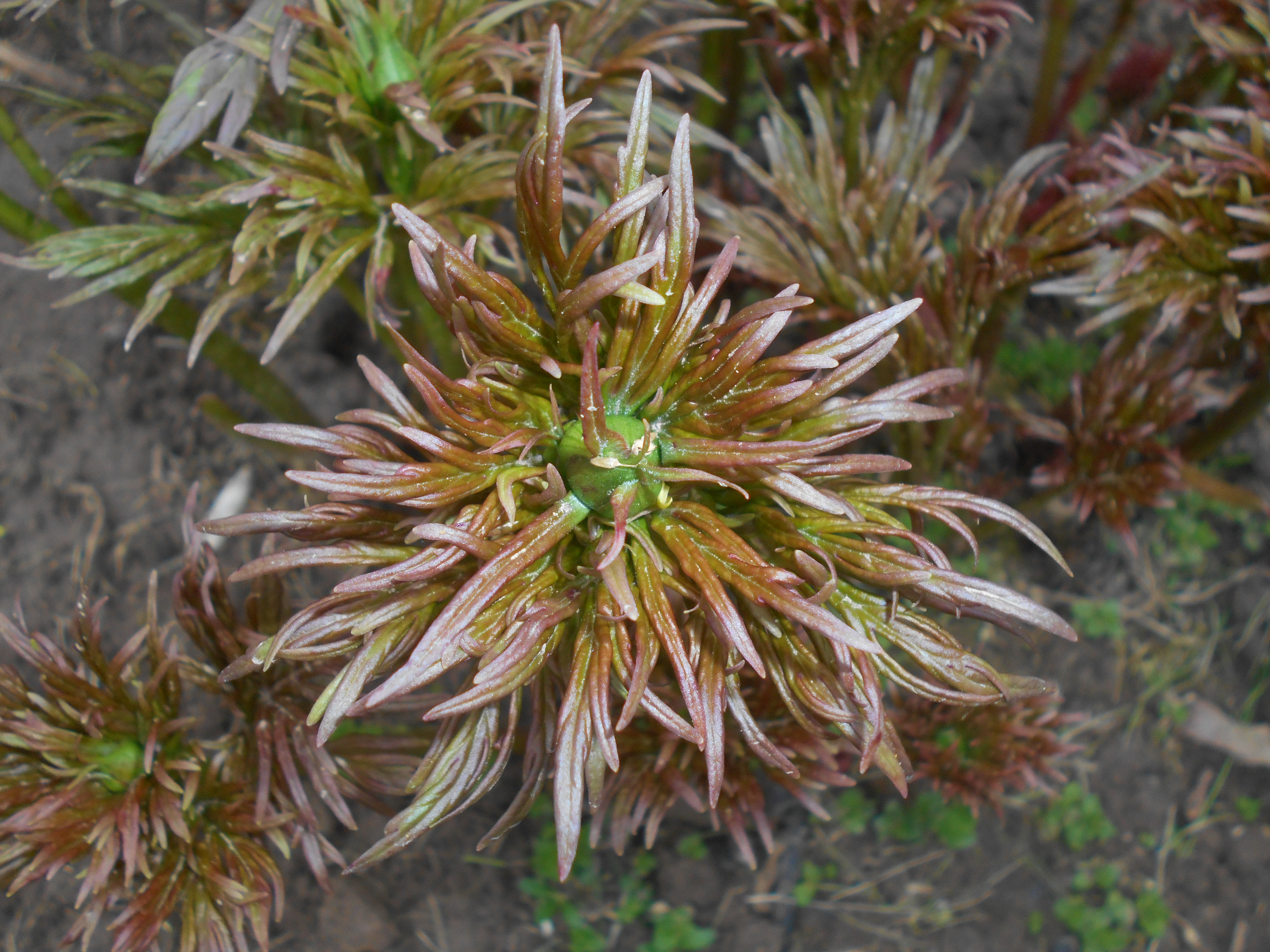
Молоді пагони з пуп'янками.

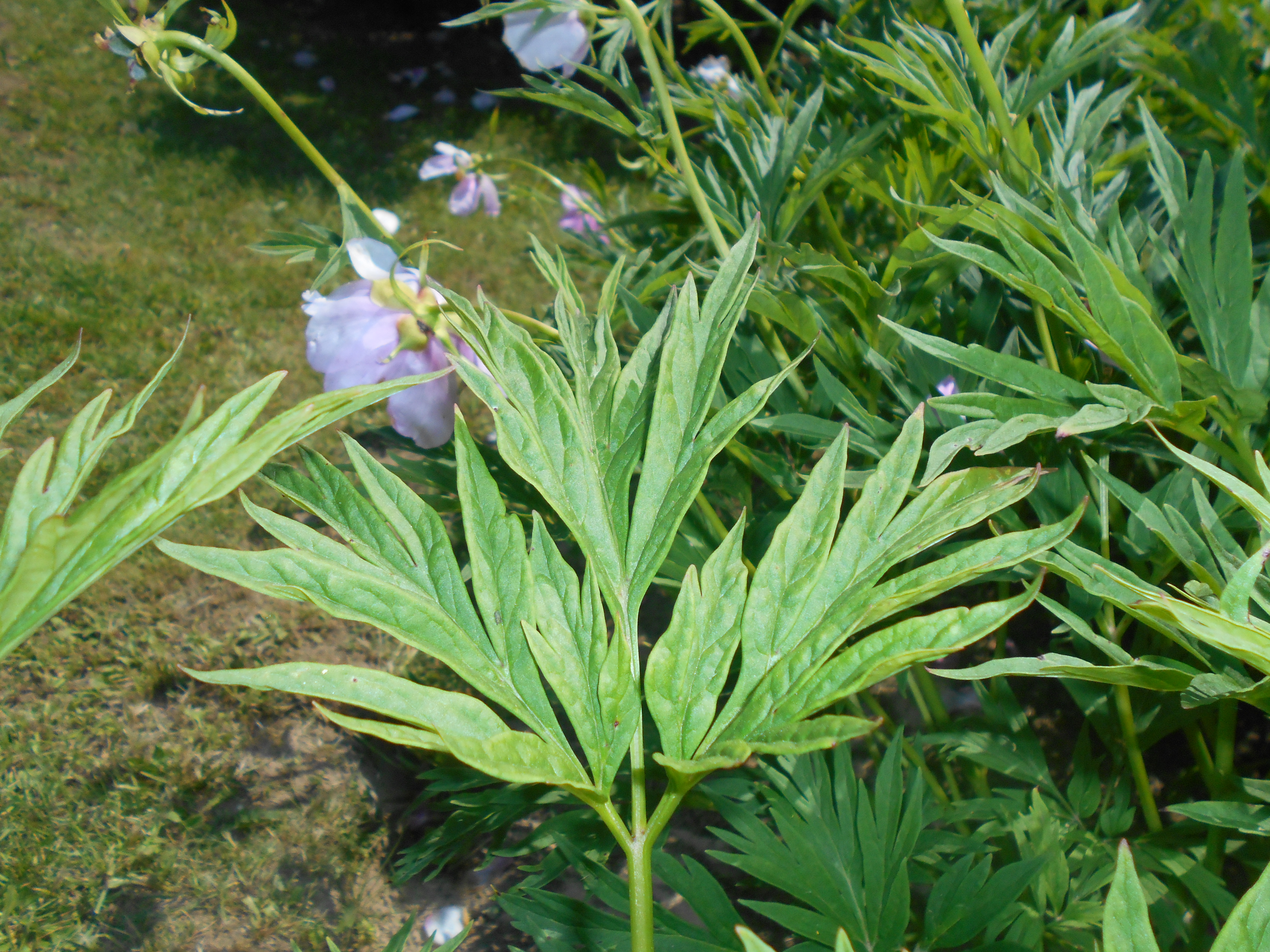
Розвинутий листок.

Багаторічна трав'яниста рослина рослина (40) 60—100 (120) см заввишки, полікарпик, геофіт. Має коротке дво- чи багатоголове, схоже на бульбу, укорочене кореневище, від якого відходять майже сидячі веретеноподібні корені завдовжки до 50 см і завширшки до 1,5 см. Ці корені м'ясисті, без виразного звуження біля основи, зовні вони червонувато-бурі, на зламі спочатку білі, але на повітрі швидко набувають кольору від рожевого до рожево-бурого з темно-бузковим відтінком по краях. Кореням півонії незвичайної властивий особливий приємний аромат, обумовлений наявністю метилсаліцилату, і солодкуватий смак, яким вони завдячують присутності цукрів. Бруньки відновлення на кореневищі великі, пурпурово-рожеві.
Стебла ростуть поодинці або по 3—30 штук, вони прості, прямостоячі, при основі рожево-пурпурові та вкриті шкірястими лусками, вище зелені, улиснені 5—12 листками (сильніше у верхній частині), опукло-ребристі, голі. Листки завдовжки 15—40 см, завширшки до 30 см, чергові, на довгих черешках, двічі- або тричіпірчасторозсічені. Середні частки листків трилопатеві, кінцеві — лінійно-ланцетні або ланцетні, довгозагострені, завдовжки 3,5—10 см і завширшки 0,4—2,5 см, причому їхня ширина помітно варіює в різних популяціях. Листкові пластинки знизу голі, зверху зрідка опушені уздовж товстих жилок, з цілокраїми сегментами, на початку розвою темно-червоні, на стадії повного розвитку насичено-зеленого кольору, восени червоніють.
Квітки правильні, двостатеві, найчастіше одиночні (зрідка по 2—4 на пагоні), в більшості випадків розвиваються на верхівках квітконосів, інколи пазушні, трохи відхилені убік, вирізняються великим розміром (7—15, зрідка до 18 см у діаметрі). Деколи в пазухах листків присутні по 1—3 недорозвинених квіткових бруньки. Приквітків від 2 до 5, вони неоднакові, великі, зеленим кольором схожі на листки, проте ланцетної форми. Оцвітина подвійна. Чашолистків від 3 до 5, їхня довжина лежить у межах від 2 до 2,5 см, а ширина дорівнює 1,5—2,2 см. Чашолистки неопадні, неоднакові за формою, заокруглено-яйцеподібні зі слабко або дуже сильно витягнутими кінчиками, при основі зростаються в нектарний диск. Під час цвітіння чашолистки зелені, часто з тонкою рожевою смужкою по краях, під час достигання насіння червоніють. Пелюсток, як правило 5, рідше від 3 до 9, вони опадні, великі, заокруглені, з виїмчастою верхівкою, ніжно-шовковисті, переважно рожево-малинового чи малиново-пурпурового кольору, рідше бузково-рожеві, вкрай рідко майже білі. Довжина пелюсток становить 3—6,5 см, ширина дорівнює 1,5—3 см. Нектарний диск м'ясистий, кільцевий, жовтий.
Андроцей вільний, полімерний. Тичинки численні (100—140 штук), вільні, жовті, зібрані в 5 пучків, розташовані спірально. Тичинкові нитки завдовжки 5—10 мм, білі, підматочкові, прикріплені до квітколожа, прямі. Пиляки завдовжки до 5 мм, жовті, довгасті, розділені вузьким зв'язником, екстрозні, при розкритті злегка скручуються по спіралі. Пилкові зерна еліптичні, триборознисті. Гінецей циклічний, апокарпний. Число плодолистків корелює з числом пелюсток, тобто зазвичай їх буває 5, рідше від 2 до 8. Поверхня плодолистків виділяє нектар, вона може бути голою або опушеною сірою повстю. Приймочки розширені, сидять безпосередньо на плодолистках, листоподібні, червоні або рожеві. Лопаті приймочок цілісні, поверхня вкрита залозистими волосками, які виділяють слиз, до якого прилипає пилок. Зав'язь завдовжки 2—3,1 см, завширшки 1—1,5 см, верхня, яйцеподібно-овальної форми, одногнізда з множинними сім'язачатками.
Плід — зірчаста суха збірна листянка, що зазвичай складається з 2—5 простих листянок, які при достиганні відгинаються горизонтально і розкриваються по черевному шву. Листянки завдовжки до 2,5 см кожна, багатонасінні, з товстими шкірястими м'ясистими стінками, які спочатку темно-зелені, а при повному достиганні насіння червоніють. Зверху листянки можуть бути голими або опушеними короткими білими волосками. Насінини завдовжки 6—7 мм, завширшки до 4 мм, еліптичні або майже кулясті, чорні, блискучі, гладенькі. Вага 1000 насінин 122—130 г.
Число хромосом 2n = 10.

### Визначення
Цей вид часто плутають зі спорідненою і морфологічно дуже схожою Paeonia hybrida (особливо з її підвидом intermedia), а також з півонією Вітча, причому останню інколи прирівнюють до підвиду півонії незвичайної (детальніше читай у розділі «Таксономія»).
| Назва виду         | Кількість квіток                                                                                         | Розташування                                        |
| Півонія незвичайна | Як правило, одиночні, рідко буває 1—2 недорозвинені квіткові бруньки в пазухах верхівкових листків.      | Тільки на кінцях пагонів.                           |
| Півонія Вітча      | Зазвичай 2—4 (рідко 1), часто присутні 1—3 недорозвинені квіткові бруньки в пазухах верхівкових листків. | На кінцях квітконосних пагонів і в пазухах листків. |

## Хімічний склад
Найкраще досліджений хімічний склад коренів рослини, тому що саме їх здавна використовували як лікарську сировину. Близько 31 % їхньої маси складають вуглеводи, в тому числі клітковина (до 14,4 %), крохмаль (до 7 %), глюкоза і сахароза (разом до 16 %), лігнін (до 11,4 %), геміцелюлоза (до 11,9 %). Крім цих речовин корені півонії незвичайної містять багато пектинових речовин (15,4 %) і поліфенольних сполук, таких як дубильні речовини (8,8 %) і флавоноїди (0,45—1,39 %). В сировині виявлені доволі високі концентрації саліцилової кислоти (0,07–1,02 %), метилсаліцилату (0,66 %), а супутніми речовинами виступають глікоіридоїди (пеоніфлорин, альбафлорин), фенологлікозид саліцин, вільна бензойна кислота, сапоніни, ситостерин і алкалоїди (останні в слідових концентраціях).
Окремо слід наголосити на наявності в коренях цієї півонії значної кількості ефірної олії (0,14–1,59 %), концентрація якої зазнає сезонних коливань. Найбільший вміст зазначеної речовини спостерігають у пору інтенсивного розвитку підземних органів: в травні (під час росту додаткових корінців), у червні (коли додаткові корені перетворюються на запасаючі), в жовтні (коли формуються зачатки вегетативних органів). За вмістом антибактеріальних сполук найбільш дієва ефірна олія, яку отримали під час цвітіння і плодоношення. Ефірна олія з коренів півонії незвичайної має блідо-рожевий або жовтий колір, особливий бальзамічний запах і пекучий смак.
Не менш цікавий хімічний склад золи коренів, в якій знайдено широкий спектр макро- та мікроелементів, зокрема, хром, стибій, бісмут, нікель, марганець, молібден, вольфрам, титан, свинець, мідь, магній, натрій, кальцій, барій, цинк, селен, кадмій, миш'як, ртуть, залізо. З небезпечних елементів у сировині відносно багато цезію і стронцію, однак їхня концентрація не перевищує гранично допустимої (в золі вміст стронцію перевищує 1 %). Натомість, півонія незвичайна здатна накопичувати небезпечні концентрації кадмію і свинцю, тому заготівлю сировини цього виду необхідно проводити якнайдалі від промислових зон.
Хімічний склад надземних органів в загальних рисах відповідає хімічному складу коренів з дещо відмінним співвідношенням окремих речовин. Наприклад, у стеблах крохмалю більше, ніж в підземній частині. В листках удвічі вища концентрація поліфенольних сполук, а крохмалю і геміцелюлози, навпаки, удвічі менше.
В траві також наявні іридоїди (2,3 %), аскорбінова кислота (0,3 % в листі і до 1 % в квітках), сліди ефірної олії та алкалоїдів. В насінні міститься до 27 % жирної олії. Зі специфічних речовин слід згадати піонофлуоресцин і вуглевод амілоїд, який відсутній у близьких до півоній жовтецевих рослин.
Квіти півонії незвичайної

## Поширення
Основний ареал півонії незвичайної охоплює Сибір і гори Центральної Азії. В Сибіру ця рослина поширена від Зауралля на заході до Прибайкалля і західної частини басейну Лени на сході. В Центральній Азії зростає в Алтайських горах, на Памірі, Тянь-Шані, в Тибеті. В Китаї її ареал охоплює гірські райони Сичуаню, Нінся-Хуейського і Тибетського автономних районів, Сіньцзяну, провінцій Юньнань, Цінхай, Шаньсі, Шеньсі. Крім того, цей вид трапляється на північному сході європейської частини Росії від Уральських гір аж до Кольського півострова, однак тут густина його популяцій дуже невисока. Загальна тенденція поширення півонії незвичайної полягає в тому, що на північ вона проникає по долинах великих річок (наприклад, Єнісею, Обі), а на південь — по гірським хребтам. Північний кордон ареалу пролягає між 63° і 66° північної широти, за Північним полярним колом існують осередки на Таз-Єнісейському вододілі і на правобережжі Єнісею. Південний кордон ареалу точно не встановлений через важкість розрізнення в польових умовах півонії незвичайної та схожої на неї Paeonia hybrida var. intermedia. В горах цей вид займає висотний діапазон 1200—3900 м.
Зростає переважно в лісах різних типів: тайзі, південних темнохвойних, мішаних і листяних, причому повсюдно тяжіє до ділянок з розрідженим деревостаном, галявин, узлісь тощо, тобто місць з достатнім освітленням. У горах найбільш чисельна біля верхньої межі лісу. Поза лісовими стаціями може траплятися на заплавних і високотравних гірських луках, особливо на схилах з вапняковими гірськими породами. З вторинних біоценозів віддає перевагу лукам, що заросли чагарниками, в таких осередках півонію незвичайну можна віднайти як на ділянках з типово лучними травами, так і в остепнених рослинних угрупованнях. У природі рослини цього виду зазвичай ростуть поодинці або малими групами з кількох особин, рідше утворюють суцільні зарості.

## Екологія
Світлолюбна рослина, що витримує легкий затінок; морозостійкий вид, здатний переносити без ушкоджень пониження температури до –25 °C; потребує помірного зволоження (мезофіт). До якості ґрунту цей вид невибагливий, може рости на нейтральних, кислих і слаболужних, однак посухи і підтоплення не переносить. На вапнякових ґрунтах розвивається добре, на піщаних утворює багато вегетативних пагонів, але відносно мало квіток. Найкраще почуває себе на глинистих ґрунтах, де розвивається повільно, але квітне рясно.
В природі півонія незвичайна розмножується переважно насінням, а в культурі більш ефективне вегетативне розмноження поділом кореневища. Вегетація розпочинається наприкінці березня. Цвітіння відбувається наприкінці травня — в червні, у гірських районах може тривати навіть до середини липня. Одна особина цвіте протягом 2 тижнів, кожна квітка залишається відкритою в середньому 3—4 дні. Запилення здійснюють бджоли, джмелі, мурахи, дрібні жуки, яких рослина приваблює виділеннями гідатодів на чашолистках. Солодкі краплі з'являються на пуп'янках вже за 3—4 дні до розкриття квітки, а після розпукування щедро виділяється нектар. Зазвичай квіти цього виду відкриваються о 6—8-й годині ранку, однак в похмурі і дощові дні пізніше. Цій рослині властива протогінія. Приймочки півонії незвичайної достигають ще у бутонах, тому при розкритті квітки у сонячну погоду вже опівдні пилок висипається, а другого дня пилкові мішечки всихають. Пилок цього виду має високу фертильність (80 %) і життєздатність. Цьому виду притаманна самоплідність, однак у культурі можливе перехресне запилення іншими видами півоній.
Плоди достигають в липні — на початку серпня, на півночі ареалу навіть у вересні. Насіння висипається з плодів швидко — за 2—4 дні. Цей вид вирізняє дуже повільний розвиток зародка, тому насінини проростають лише на 3—4 рік після потрапляння в ґрунт, при цьому для проростання вони обов'язково мусять зазнати охолодження, тобто пройти стратифікацію. Особини насіннєвого походження зацвітають на 4—5-й рік життя.
Наприкінці червня рослини припиняють ріст, у середині серпня починає сохнути листя, а повне відмирання надземної частини відбувається наприкінці вересня — початку жовтня. За спостереженнями у культурі півонія незвичайна стійка до хвороб і шкідників. Лісові травоїдні (олені, зайці) її практично не ушкоджують. Цьому виду властива алелопатія, помічено, що півонія незвичайна пригнічує розвиток сусідніх рослин, а особливо, бобових.
Плоди півонії незвичайної

## Використання
Врожайність диких заростей півонії незвичайної коливається від 0,5 до 2 т/га. У промислових масштабах заготівлю сировини цього виду ведуть в Росії у Новосибірській, Томській областях, Республіці Алтай, Красноярському краї, Хакасії.

### В медицині
Серед народів Сибіру, Алтаю, Китаю ця рослина здавна відома, перш за все, як лікарська. Народна медицина застосовувала її корені і надземну частину, а згодом цей досвід запозичила медицина наукова і півонію незвичайну зарахували до офіцинальних рослин. У фармацевтиці сировиною служать кореневища з коренями під назвою Rhizomata cum radicibus Paeoniae, а також трава під назвою Herba Paeoniae. Заготовляють їх протягом усієї теплої пори року, однак найкращим часом вважають період цвітіння, коли рослина особлива багата на цілющі речовини. За іншими відомостями, заготівлю коренів проводять восени або навесні до початку сокоруху. Для лікарських цілей найбільш придатні півонії з квітками насичено-малинового кольору. Як правило, під час заготівлі рослини викопують цілком, відділяючи підземну частину від надземної. При цьому залишають не менше 35 % особин для відновлення заростей (їхню траву також можна зрізати, не ушкоджуючи бруньки відновлення). Для повторних заготівель така ділянка придатна через 5 років. Заготовлені кореневища миють і подрібнюють на 15-сантиметрові шматки, залишаючи «пеньки» стебел завдовжки не більше 3 см. Отриману сировину сушать або природним способом на протязі в затінку, або в сушарках при температурі 45—60 °C. Висушені корені ламкі, жовтувато-бурі або темно-коричневі, із виразним специфічним ароматом, на смак солодкувато-пекучі, ледь терпкі. Сушена трава гірка зі слабким специфічним запахом. Отриману сировину зберігають у провітрюваних приміщеннях не довше 3 років.
Через наявність сильнодіючих речовин така сировина не підлягає вільному продажу, з неї готують настоянку, настій, спиртові і водні екстракти, які вживають лише за призначенням лікаря. В народній медицині ці препарати застосовують для лікування шлункових хвороб, регуляції менструального циклу, при втраті апетиту, кашлі, подагрі, ревматизмі, рідше при злоякісних пухлинах шлунка, матки, печінки (цитостатичну дію пов'язують із високим вмістом стронцію), зубному болі. В тибетській медицині півонії незвичайній приписували настільки сильну здатність долати епілепсію, що для лікування вважали достатнім просто носити її квітку на шиї. Наукова медицина застосовує цю рослину інакше. В ній препарати півонії незвичайної відносять до седативних ліків і застосовують, головним чином, при неврастенії з підвищеною збудливістю, безсонні, церебральній вазопатії, іпохондрії, фобіях, вегето-судинних порушеннях різної етіології. Доведено, що препарати з цієї рослини підвищують кислотність шлункового соку, мають знеболюючі властивості і при цьому помітно не впливають на кров'яний тиск і дихання. За іншим джерелом, препарати півонії незвичайної знижують артеріальний тиск, а також мають спазмолітичну, жарознижуючу і в'яжучу дію, обумовлену присутністю в коренях пеоніфлорину. Препарати з трави мають антибактеріальні властивості. З пелюсток півонії готують чай проти кашлю, цей відвар також застосовують для лікування варикозу і геморою.
Категоричних протипоказань для вживання препаратів з півонії незвичайної немає. Однак враховуючи високу концентрацію сильнодіючих речовин, ліки з неї не рекомендують дітям до 12 років, вагітним, у період лактації, а також особам з індивідуальною підвищеною чутливістю. Через виражений седативний ефект після прийому препаратів з цієї рослини не бажано займатися роботою, яка потребує посиленої уваги. При підвищеній кислотності шлункового соку, низькому артеріальному тискові, захворюваннях нирок і головного мозку, черепно-мозкових травмах, алкоголізмі слід приймати ліки з обережністю. Також слід враховувати, що в разі передозування можливе отруєння препаратами з цієї рослини.

### В кулінарії
Жителі Сибіру в давнину корені півонії незвичайної використовували в їжу. З них варили кашу або додавали до м'яса. Однак до початку XX століття ці кулінарні знання було втрачено і в сучасній місцевій кухні цю рослину не застосовують. Натомість, сировину почали локально використовувати в масовому виробництві харчових продуктів. У регіонах, де ведеться масова заготівля цієї рослини, лікарські препарати з неї готують на фармацевтичних фабриках. Після екстрагування залишається сухий шріт коренів і трави, який використовують у кондитерському виробництві. Рідкому екстракту і сухому шроту з коренів півонії властиві насичений жовтий колір, солодкувато-терпкий смак з нотами гіркоти і запах гіркого мигдалю. Екстракт і шрот з трави мають темно-зелений колір, терпкий смак і своєрідний трав'янистий запах. За вмістом пектинових речовин півонієві шроти переважають звичайні пшеничні висівки у 2,8—3,6 рази. При додаванні їх до бісквітного тіста воно набуває рожевого (від коріння) або оливкового (від трави) кольору, приємного аромату, кращої поруватості. Додавання півонієвого порошку до вершкового крему сповільнює його псування, оскільки рослинна сировина містить бактерицидні речовини. Таким чином, продукти з півонії дозволяють зменшити витрати цукру при приготуванні бісквіту і повністю відмовитися від штучних барвників, ароматизаторів, консервантів.

### В садівництві

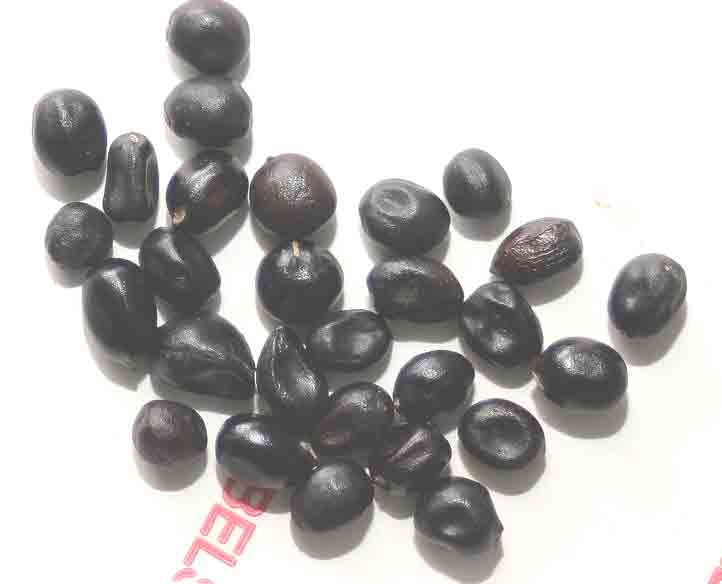
Насіння.

Подібно до інших представників роду півонія незвичайна вирізняється високою декоративністю, оскільки привабливі у неї не тільки великі яскраві квіти, а й оригінальні плоди. В культурі цей вид відомий з XVIII століття, за садівницькою класифікацією його відносять до групи трав'янистих півоній. Цю рослину часто вирощують в ботанічних садах помірної смуги, однак в аматорському середовищі вона мало знана і в приватних колекціях майже не представлена. Це пояснюється тим, що в аматорському садівництві цей вид значно поступається популярністю сортовим садовим півоніям, хоча показав себе як невибагливий і надзвичайно стійкий. Умови вирощування цієї рослини загальні для півоній: для неї виділяють добре освітлене, але не надто спекотне і посушливе місце, забезпечують полив і дренаж, а для рясного цвітіння вносять органічні добрива. Оскільки півонії незвичайній притаманний повільний розвиток, то в садівництві для її розмноження користуються вегетативним способом — поділом кореневищ, який виконують восени або навесні. Ця рослина, як і більшість півоній, чутлива до ушкодження кореневої системи, тому після пересадки і поділу кореневищ довго відновлюється. Також можна сіяти її насіння навесні у відкритий ґрунт, сходи з'являються через 3—3,5 місяці. При доброму догляді представники цього виду квітнуть до 50 років.
Півонія незвичайна належить до медоносів. Оскільки її квіти виділяють багато нектару і пилку, їх охоче відвідують бджоли. Разом з тим, точних відомостей щодо її медопродуктивності немає, ймовірно, вона невисока через природну малочисельність виду.

## Статус виду
Незважаючи на те, що ареал півонії незвичайної вельми осяжний, по всій зоні розповсюдження вона нечисельна. Великі популяції існують в тих районах, де ведуть масову заготівлю (див. у розділі «Використання»), водночас, вони знаходяться у найбільшій небезпеці. Найчисельніший осередок півонії незвичайної знайдений у долині річки Таз в Ямало-Ненецькому автономному окрузі, в ньому кілька тисяч особин. Однак здебільшого великі популяції цього виду налічують по 300—500 особин (наприклад, на Північному Уралі), але й такі скупчення трапляються нечасто. В більшості випадків в одному оселищі знаходять від одиниць до кількох десятків рослин. Така низька густина популяцій обумовлена рядом природних і антропогенних причин. До природних факторів слід віднести вузьку ценотичну амплітуду виду, повільне відтворення, низький коефіцієнт розмноження. Перелік антропогенних причин зниження чисельності включає викопування рослин задля пересадки в квітники, збирання квітів для букетів і рослин цілком як лікарської сировини, рекреаційне навантаження, зміни середовища внаслідок розробки корисних копалин, вирубування лісів, випасання худоби, випалювання трави. Під високим антропогенним тиском популяції півонії незвичайної мають пригнічений вигляд: рослини утворюють лише по 1—2 генеративних пагони, а від загальної кількості дорослих особин квітне близько 10 %.
Охороняють означений вид практично в усіх заповідниках і заказниках, розташованих в межах його ареалу. Культивують у багатьох ботанічних садах, в тому числі в холодних регіонах на північному кордоні ареалу (в Томську, Новосибірську, Якутську, Іркутську) і за межами природного розповсюдження (в Україні, Білорусі, Фінляндії). Півонія незвичайна занесена до Червоної книги Казахстану. Крім того, на місцевому рівні її охороняють у 18 адміністративних одиницях Росії.
Список природоохоронних документів, в які включено півонію незвичайну (у дужках посилання на відповідний перелік):
| - Червона книга Казахстану (2006); - Червона книга Архангельської області (2008); - Червона книга Забайкальського краю (2016); - Червона книга Іркутської області (2010); - Червона книга Кемеровської області (2012); - Червона книга Кіровської області (2014); - Червона книга Курганської області (2012); - Червона книга Мурманської області (2014); - Червона книга Омської області (2015); - Червона книга Республіки Саха (Якутія) (2017); | - Червона книга Республіки Башкортостан (2011); - Червона книга Республіки Бурятія (2013); - Червона книга Республіки Комі (2019); - Червона книга Свердловської області (2018); - Червона книга Тюменської області (2004); - Червона книга Удмуртської республіки (2012); - Червона книга Ханти-Мансійського автономного округу — Югри (2013); - Червона книга Челябінської області (2017); - Червона книга Ямало-Ненецького автономного округу (2006). |

## Таксономія
Невдовзі після того, як науці стала відома півонія незвичайна, Петер-Симон Паллас 1789 року описав ще три сибірських види півоній — Paeonia hybrida, Paeonia laciniata і Paeonia siberiaca, близькі до неї морфологічно. В 1830 році перелік споріднених видів поповнило відкриття Ернста Маєра — Paeonia intermedia. Це викликало таксономічну плутанину. Так, Огюстен Пірам Декандоль відокремив Paeonia hybrida від півонії незвичайної, однак прирівняв останню до Paeonia laciniata (1824). Таке ж ототожнення провів і Карл Фрідріх фон Ледебур у 1842 році. Рудольф Траутфеттер у 1860 році взагалі об'єднав усі види в один, в якому розрізняв різновиди Paeonia anomala var. hybrida, Paeonia anomala var. emodi і Paeonia anomala var. nudicarpa. Порфирій Крилов у 1901 році знов відділив півонію незвичайну від Paeonia hybrida, а Paeonia intermedia прирівняв до різновиду останньої. Микола Щипчинський в 1937 році відніс ці три таксони до секції Dentatae, яка об'єднувала півонії з зубчастими краями пелюсток.
Згідно з сучасними уявленнями беззаперечно визнаний лише один вид — півонія незвичайна, — в межах якого виділяють один підвид — півонію Вітча. Іноді півонію Вітча підносять до рангу самостійного виду, однак таку думку тривалий час вважали необґрунтованою, оскільки морфологічно ці рослини відрізняються лише числом квіток на пагоні. Тим часом генетичний аналіз виявив, що така спорідненість хоча і відповідає дійсності, однак має принципово інакше трактування: насправді, півонія незвичайна виникла у природі внаслідок гібридизації півонії Вітча з півонією білоцвітою. Причому дочірній вид виявився дуже схожим на один з батьківських і при цьому зовсім відмінним від іншого. На користь єдиного генетичного походження півонії незвичайної і півонії Вітча говорить і схожий хімічний склад: обом видам властиві специфічні антоціани. Російські ботаніки нарівні з півонією Вітча визнають також самостійний видовий статус Paeonia hybrida.
Сайт The Plant List в своєму переліку наводить для півонії незвичайної такі субтаксони:
| - Paeonia anomala var. angustifolia Krasnob.; - Paeonia anomala subsp. anomala; - Paeonia anomala var. emodi (Royle) Huth; - Paeonia anomala var. hybrida Trautv.; - Paeonia anomala var. insignis Lynch; | - Paeonia anomala f. intermedia (C.A.Mey.) Trautv.; - Paeonia anomala subsp. intermedia (C.A.Mey.) Trautv.; - Paeonia anomala var. nudicarpa Huth; - Paeonia anomala subsp. pamiroalaica (Ovcz.) R.Cooper; - Paeonia anomala subsp. veitchii (Lynch) D.Y.Hong & K.Y.Pan. |

## Синоніми
Для цього виду також існує ряд синонімів:
| - Paeonia altaica K.M.Dai & T.H.Ying; - Paeonia anomala var. angustifolia Krasnob.; - Paeonia anomala subsp. anomala; - Paeonia anomala var. insignis Lynch; - Paeonia anomala var. nudicarpa Huth; | - Paeonia quinquecapsularis Pall.; - Paeonia sibirica Pall.; - Paeonia sinjiangensis K.Y.Pan; - Paeonia veitchii subsp. altaica (K.M.Dai & T.H.Ying) Halda. |